# Polikandylion
Polikandylion – prosty wiszący okrągły świecznik w metalowej formie z przymocowanym dyskiem, zazwyczaj zawieszony na trzech linach lub łańcuchach. Budowany z wykorzystaniem materiałów takich jak brąz, złoto, srebro. Z miejscem na nawet 16 świeczników. Pochodził z okresu bizantyjskiego. Wykorzystywany był głównie do oświetlania sakralnych obiektów. Jego historia sięga V wieku. W późniejszych czasach ten rodzaj oświetlenia został zaadaptowany na dworkach. Był przywilejem najbogatszych grup społecznych.